# جاكلين ديسانتس
جاكلين ديسانتس (بالإنجليزية: Jaclyn DeSantis)‏ هي ممثلة أمريكية، ولدت في 15 أغسطس 1979 في لونغ آيلند في الولايات المتحدة.

## أعمال

### أفلام
- (2000) رحلة الطريق[3]
- (2009) طريق الحرب

## وصلات خارجية
- جاكلين ديسانتس على موقع IMDb (الإنجليزية)
- جاكلين ديسانتس على موقع ألو سيني (الفرنسية)
- جاكلين ديسانتس على موقع أول موفي (الإنجليزية)
- جاكلين ديسانتس على موقع قاعدة بيانات الأفلام السويدية (السويدية)
- جاكلين ديسانتس على موقع قاعدة بيانات الفيلم (الإنجليزية)
- جاكلين ديسانتس على موقع كينوبويسك (الروسية)